# آکاشدیپ
آکاشدیپ (به هندی: Akashdeep) فیلمی محصول سال ۱۹۶۵ و به کارگردانی پانی ماجومدار است. در این فیلم بازیگرانی همچون درمندرا، آشوک کومار، ناندا، نیممی، محمود علی، آچالا ساچدف ایفای نقش کرده‌اند.